# Stauerei

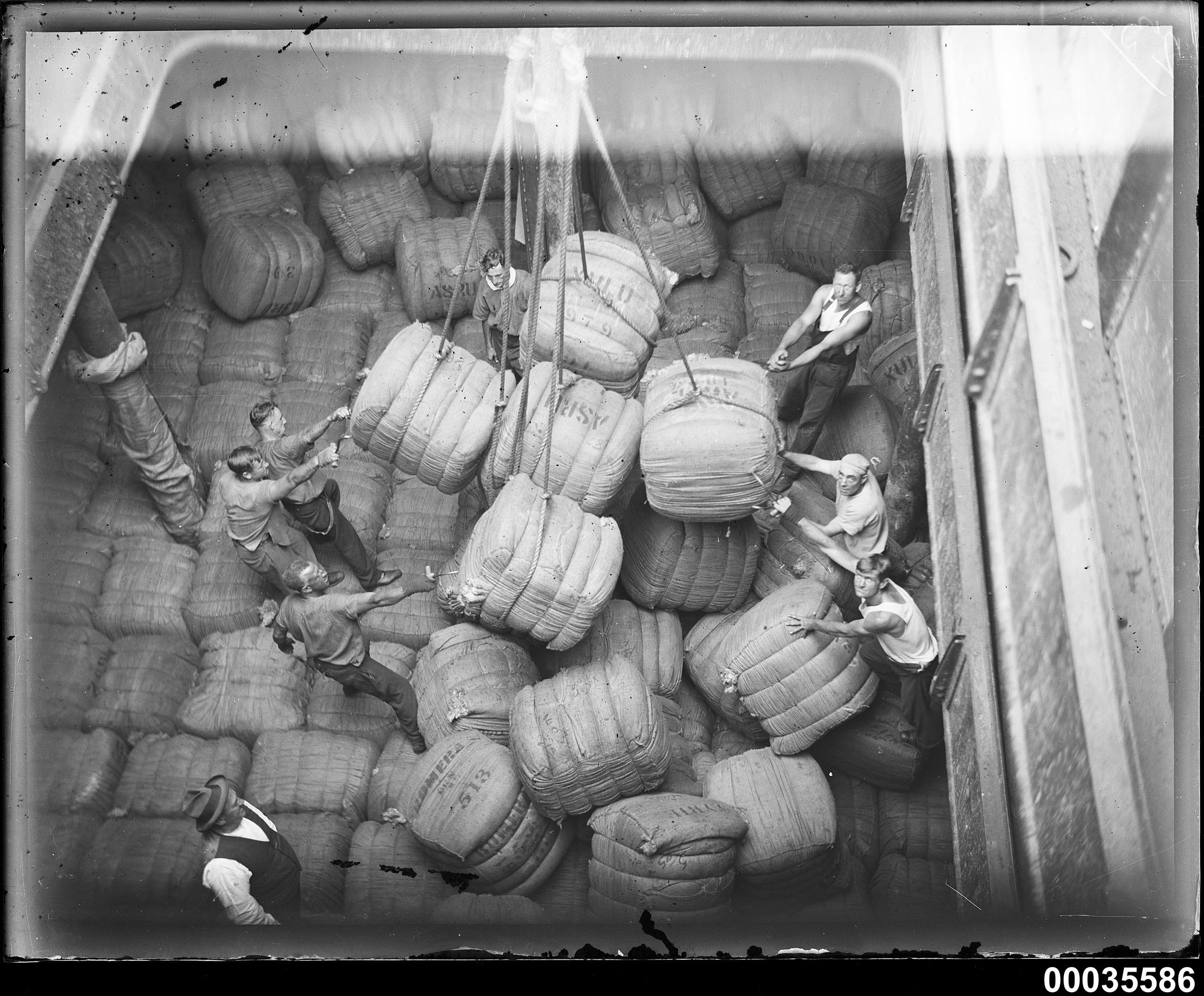
Stauer verstauen mit Handhaken Wolleballen im Laderaum der Magdalene Vinnen II (1933)

Unter Stauerei versteht man im Hafengewerbe ein Unternehmen, das nicht containerisierte Stückgüter auf Seeschiffen oder in Containern verstaut.

## Bedeutung
Stauereien kümmerten sich bis in die 1960er Jahre um den kompletten Umschlag, also die Be- und Entladung von Schiffen. Mit dem Aufkommen der Containerschifffahrt verschwanden viele Stauereien, die sich heute auf das (Ver-)Stauen einzelner Güter (meist Schwergüter oder Früchte) im Seeschiff oder auch im Container konzentrieren. Der Stauer ist ein verschwindender Beruf, der durch verschiedene andere Hafenarbeiter (zum Beispiel Schiffsplaner oder Containerbrückenfahrer) ersetzt wird.
Stauer kommen bei der Be- und Entladung hauptsächlich „im Raum“ bzw. Schiffsdeck zum Einsatz, wo sie beispielsweise palettierte Bananenkartons so zusammenstellen, dass sie von einem Mobilkran an Land gehievt werden können. Vor der Verladung wird von der Reederei oder dem 1. Offizier an Bord ein Stauplan (Verlade-Soll) erstellt. Dieser muss die richtige Reihenfolge der verschiedenen Lade- und Löschhäfen und die Gewichte der Ladung berücksichtigen (→ Trimm). Die Beladung des Schiffes nach diesem Stauplan durch Hafenfacharbeiter wird bei anspruchsvoller Ladung ggfs. von einem Vertreter eines Ladungsbeteiligten, dem Supercargo, überwacht. Während der Beladung wurden die an Bord verladenen Waren vom Tallymann, heute dem Seegüterkontrolleur, gezählt, der auch den tatsächlichen Verlade-Stauplan im Ist-Zustand erstellt. Nachdem die Ladung auf den zugewiesenen Platz gestaut wurde, muss sie seefest verzurrt werden. Dieses nennt man Laschen. Diese Arbeiten werden vom Lascher ausgeführt und von der Besatzung kontrolliert, da ihre Sicherheit und die Sicherheit der Ladung von der Qualität der Lascharbeiten abhängen, wenn das Schiff in starken Seegang kommt. Insbesondere bei Segelschiffen war dies von großer Bedeutung, so wird etwa der Untergang der Pamir u. a. auf nicht sachgerecht verstaute Ladung zurückgeführt. 
Idealerweise schon vor Ankunft des Schiffes im Löschhafen erhält der dortige Schiffsplaner den Stauplan, um sich auf die Ladung für seinen Hafen vorzubereiten und Personalressourcen einzuplanen. Die Ladung wird nach Einlaufen des Schiffes entlascht und dann gelöscht.
Der Stauer arbeitet meist in Gängen (von englisch Gang) von 8 bis 10 Mann mit je einem Vorarbeiter. Gearbeitet wird in Schichten.
Der gegenteilige Vorgang, das Entladen eines Schiffs, wird als Löschen bezeichnet. Diese Bezeichnung gilt zumindest für kleinteiliges Stückgut, das handunterstützt über Paletten oder Netze verkrant wird, und Massengüter, die abgesaugt, abgepumpt oder herausgebaggert werden können.